# Philip Toone
Philip Toone, né en 1965[Quand ?] à Ottawa, est un enseignant, notaire et homme politique canadien. Il est député à la Chambre des communes du Canada dans la circonscription de Gaspésie—Îles-de-la-Madeleine, sous l'étiquette du Nouveau Parti démocratique, de mai 2011 à octobre 2015.

## Biographie

### Carrière politique
Philip Toone a été candidat défait dans la circonscription de Champlain aux élections de novembre 2000, puis dans celle de Gaspésie—Îles-de-la-Madeleine aux élections de juin 2004. Dans cette dernière circonscription, il a été élu en mai 2011, succédant ainsi au bloquiste Raynald Blais, qui ne se représentait pas.
Il a été whip adjoint de l'opposition officielle de mai 2011 à août 2013, ainsi que porte-parole adjoint en matière de pêches pour la côte Atlantique. Il a également été leader adjoint de l'opposition officielle de août 2013 à la fin de son mandat.
Aux élections fédérales de 2015, Philip Toone a de nouveau été candidat mais il a été défait par la libérale Diane Lebouthillier.